# Ungarische Eishockeyliga 1943/44
Die Saison 1943/44 war die achte Spielzeit der ungarischen Eishockeyliga, der höchsten ungarischen Eishockeyspielklasse. Meister wurde zum insgesamt sechsten Mal in der Vereinsgeschichte BKE Budapest.

## Modus
Die Meisterschaft wurde in der Hauptrunde in vier regionale Gruppen eingeteilt. Die besten fünf Mannschaften qualifizierten sich für das Finalturnier, dessen Gewinner Meister wurde. Für einen Sieg erhielt jede Mannschaft zwei Punkte, bei einem Unentschieden gab es einen Punkt und bei einer Niederlage null Punkte.

## Hauptrunde

### Gruppe Budapest
|    | Klub            | Sp | S | U | N | Tore | Punkte |
| -- | --------------- | -- | - | - | - | ---- | ------ |
| 1. | BBTE Budapest   | 6  | 5 | 0 | 1 | 28:6 | 10     |
| 2. | BKE Budapest    | 5  | 4 | 0 | 1 | 36:4 | 8      |
| 3. | Ferencvárosi TC | 6  | 1 | 1 | 4 | 9:21 | 3      |
| 4. | BEAC Budapest   | 5  | 0 | 1 | 5 | 4:46 | 1      |

Sp = Spiele, S = Siege, U = unentschieden, N = Niederlagen, OTS = Overtime-Siege, OTN = Overtime-Niederlage, SOS = Penalty-Siege, SON = Penalty-Niederlage

### Gruppe Süd
|    | Klub         |
| -- | ------------ |
| 1. | Szegedi KE   |
| 2. | Orosházi TKE |
| 3. | Ó. Bocskai   |
| 4. | Palicsi SK   |

Sp = Spiele, S = Siege, U = unentschieden, N = Niederlagen, OTS = Overtime-Siege, OTN = Overtime-Niederlage, SOS = Penalty-Siege, SON = Penalty-Niederlage

### Gruppe Kassa
- Der Kassai VSC qualifizierte sich für das Finalturnier.

### Gruppe Erdély
|    | Klub               | Sp | S | U | N | Tore | Punkte |
| -- | ------------------ | -- | - | - | - | ---- | ------ |
| 1. | Csíkszeredai TE    | 2  | 1 | 1 | 0 | 6:4  | 3      |
| 2. | Marosvásárhelyi SE | 2  | 1 | 0 | 1 | 8:7  | 2      |
| 3. | Kolozsvári KE      | 2  | 0 | 1 | 1 | 1:4  | 1      |

Sp = Spiele, S = Siege, U = unentschieden, N = Niederlagen, OTS = Overtime-Siege, OTN = Overtime-Niederlage, SOS = Penalty-Siege, SON = Penalty-Niederlage

## Finalturnier
|    | Klub               | Sp | S | U | N | Tore | Punkte |
| -- | ------------------ | -- | - | - | - | ---- | ------ |
| 1. | BKE Budapest       | 4  | 4 | 0 | 0 | 8:2  | 8      |
| 2. | Marosvásárhelyi SE | 3  | 1 | 1 | 1 | 3:3  | 3      |
| 3. | BBTE Budapest      | 4  | 1 | 1 | 2 | 3:3  | 3      |
| 4. | Kassai VSC         | 4  | 0 | 3 | 1 | 2:4  | 3      |
| 5. | Csíkszeredai TE    | 3  | 0 | 1 | 2 | 4:8  | 1      |

Sp = Spiele, S = Siege, U = unentschieden, N = Niederlagen, OTS = Overtime-Siege, OTN = Overtime-Niederlage, SOS = Penalty-Siege, SON = Penalty-Niederlage